# Platycryptus californicus
Platycryptus californicus là một loài nhện trong họ Salticidae.
Loài này thuộc chi Platycryptus. Platycryptus californicus được Elizabeth Maria Gifford Peckham & George William Peckham miêu tả năm 1888.

## Hình ảnh

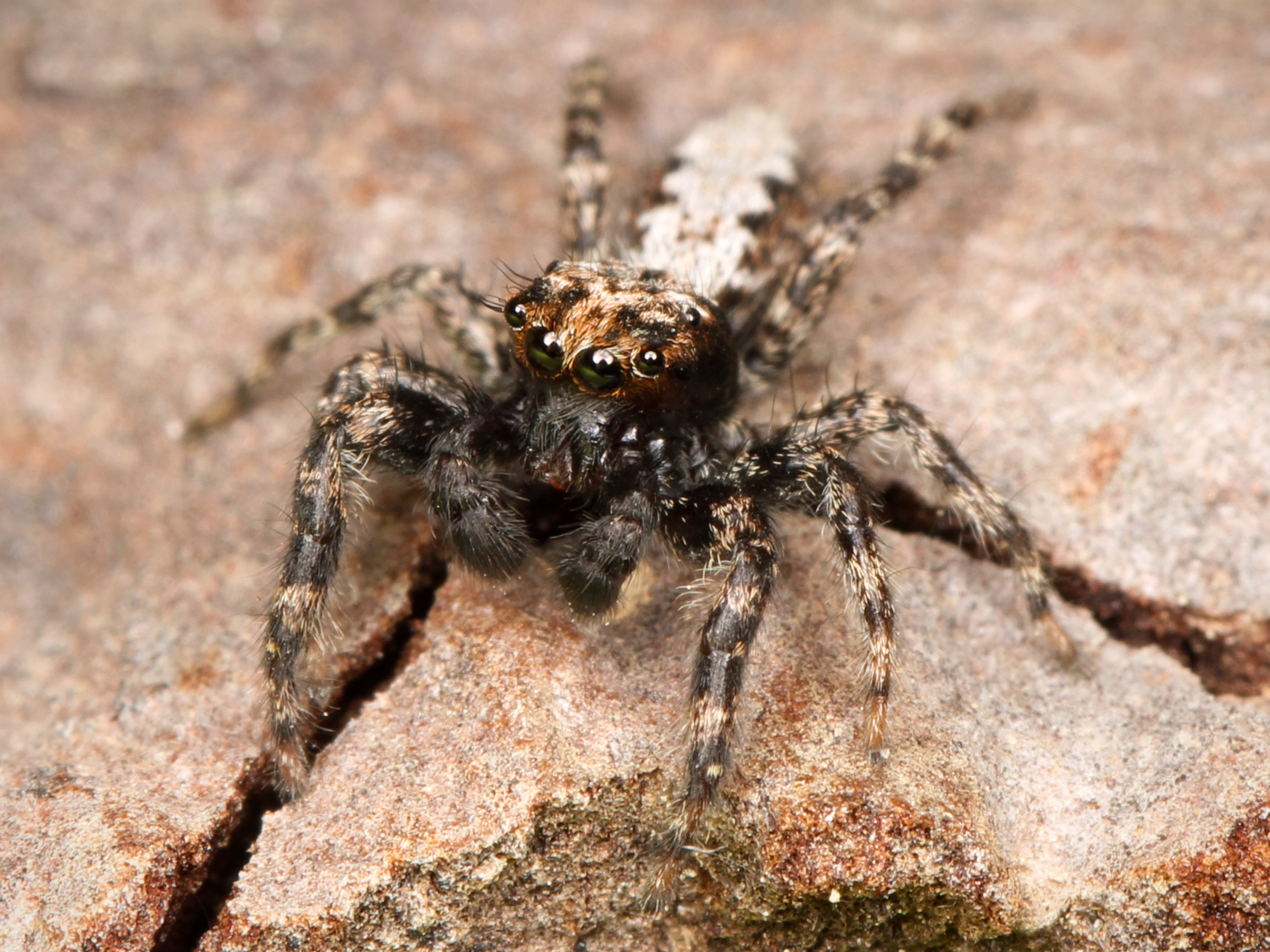